# Přírodně krajinný komplex Wielikąt
Přírodně krajinný komplex Wielikąt, polsky Zespół przyrodniczo-krajobrazowy „Wielikąt”, je typ polského chráněného území (zespół przyrodniczo-krajobrazowy) vodních ploch a jejich blízkého okolí u vesnice Grabówka ve gmině Lubomia v okrese Wodzisław ve Slezském vojvodství v Polsku. Nachází se v okolí osady Wielikąt mezi vesnicemi Buków a Grabówka a mezi polderem Buków a polderem Racibórz Dolny v údolí veletoku Odra na jeho pravém břehu v Ratibořské kotlině a v Horním Slezsku.

## Další informace
Přírodně krajinný komplex Wielikąt byl ustaven rozhodnutím v roce 1993 a to po mnohaletém úsilí přírodovědců. Zahrnuje soustavu chovných rybníků rybníkářství Wielikąt a blízká pobřežní pole a louky. Tradice rybníkářství je zde již od středověku. Komplex se skládá z 9 větších rybníků o plochách 17 až 40 ha a 12 malých rybníků. Celková plocha chráněného území je 642,81 ha a z toho rybníky zaujímají plochu 370,5 ha. Podél většiny hrází rybníků se nacházejí rákosiny a hráze jsou většinou porostlé listnatými stromy a křovinami. Voda pro napouštěnírybníků pochází z potoků Syrynka a Lubomka (povodí řeky Odry). Středem rybničního komplexu prochází železniční trať. Rybniční komplex poskytuje ekologicky významné podmínky pro život a rozmnožování vodního ptactva a dalších druhů zvířat a rostlin a z tohoto pohledu patří mezi nejcennější vodní plochy ve Slezsku. Místo se nachází na významné migrační trase ptáků a dosud zde bylo zaznamenáno 236 druhů ptáků, z nichž 129 druhů zde trvale hnízdí. Významnou zajímavostí je také to, že je to oblast přepeřování velký hejn a druhů vodního ptactva. Přírodně krajinný komplex Wielikąt byl, společně se sousedním Tworkowským lesem (Las koło Tworkowa), v roce 2004 prohlášen za ptačí oblast mezinárodního významu a v roce 2008 byl dokonce prohlášen za zvláště chráněné ptačí území evropské sítě Natura 2000 s názvem Stawy Wielikąt i Las Tworkowski. V roce 2003 zde byla vybudována 4 km dlouhá naučná stezka s vyhlídkovou plošinou umístěnou ve střední části rybníků. Mezi rybníky a kolem nich vedou také cyklostezky.

## Galerie

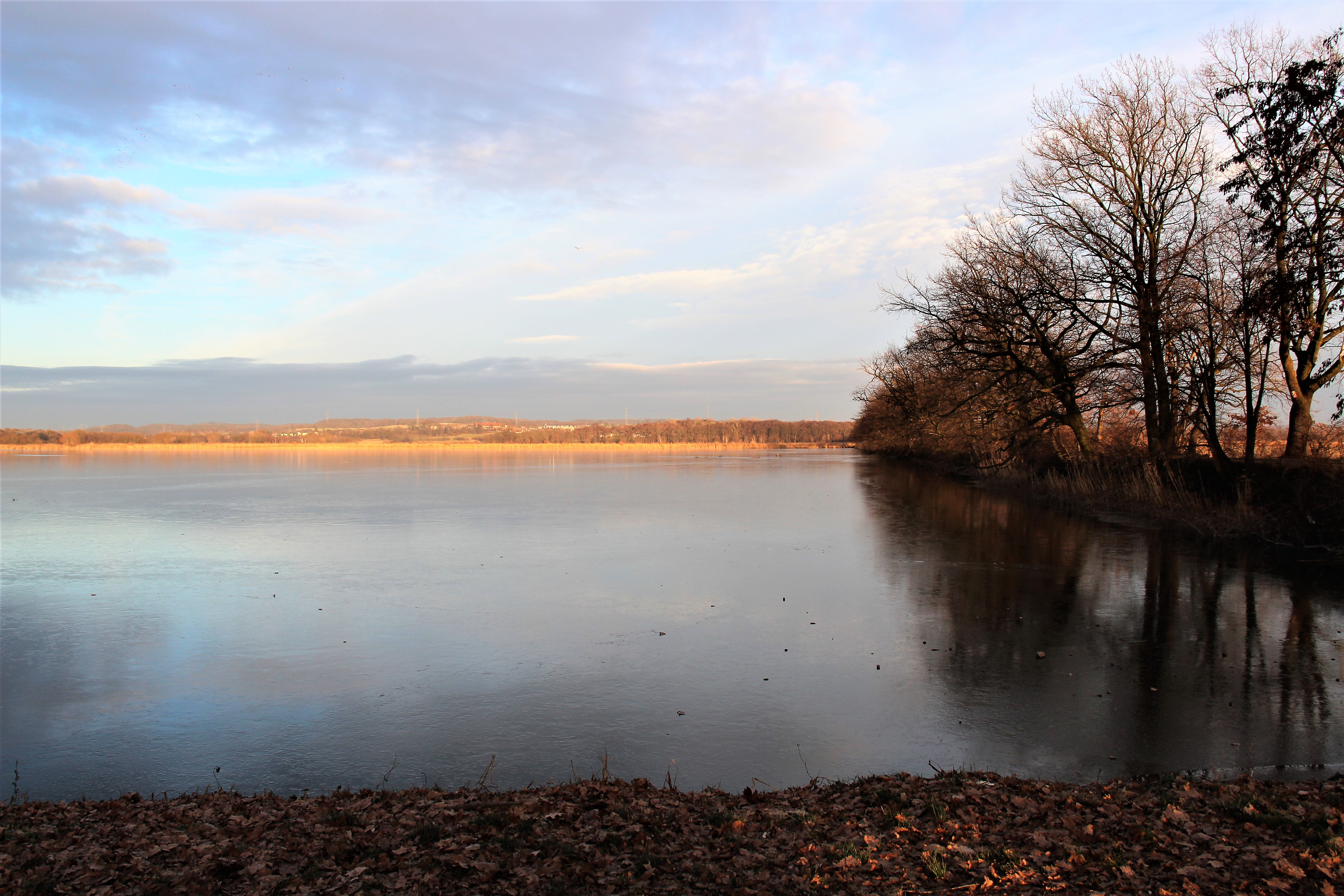
Pohled na rybník
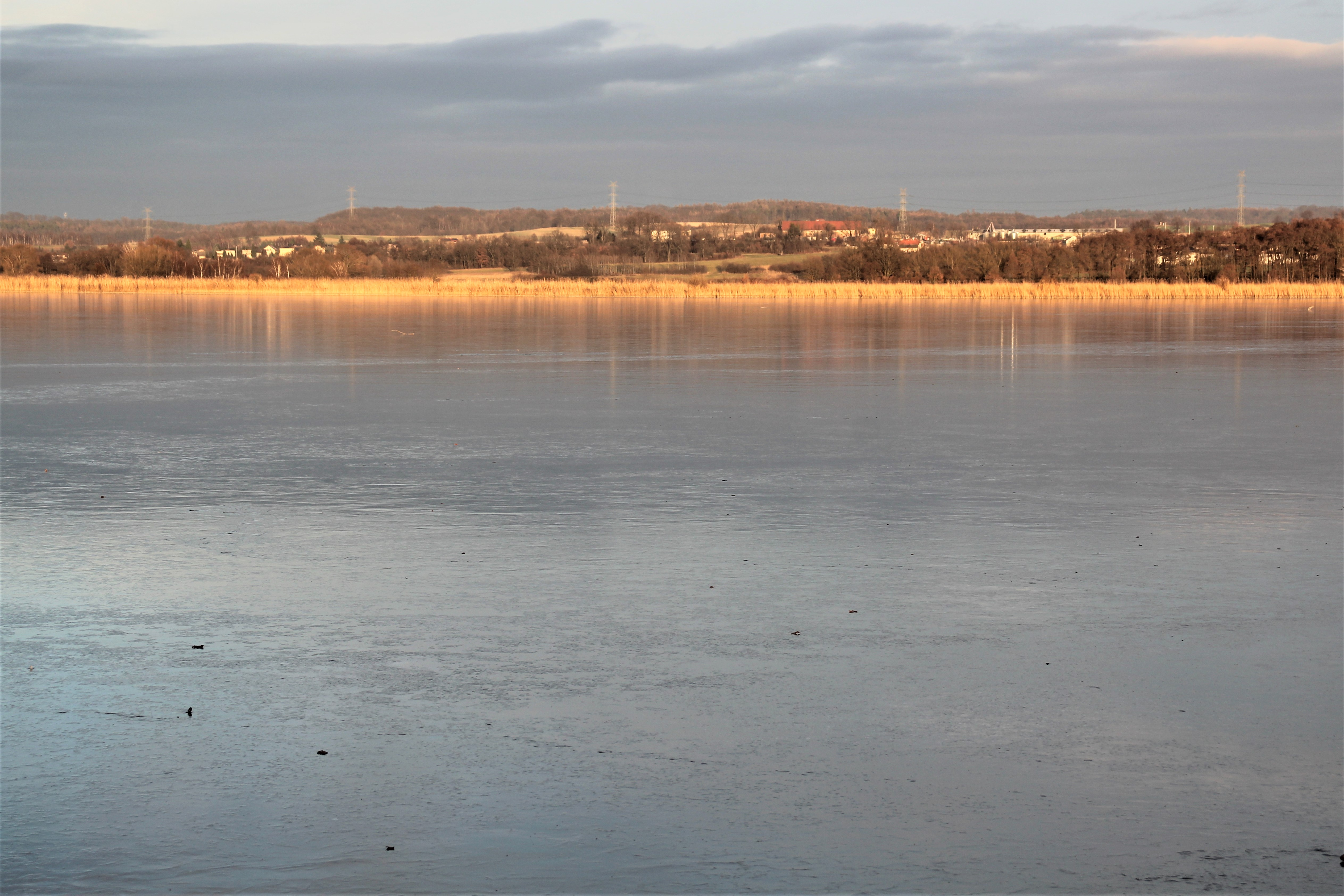
Pohled na rybník
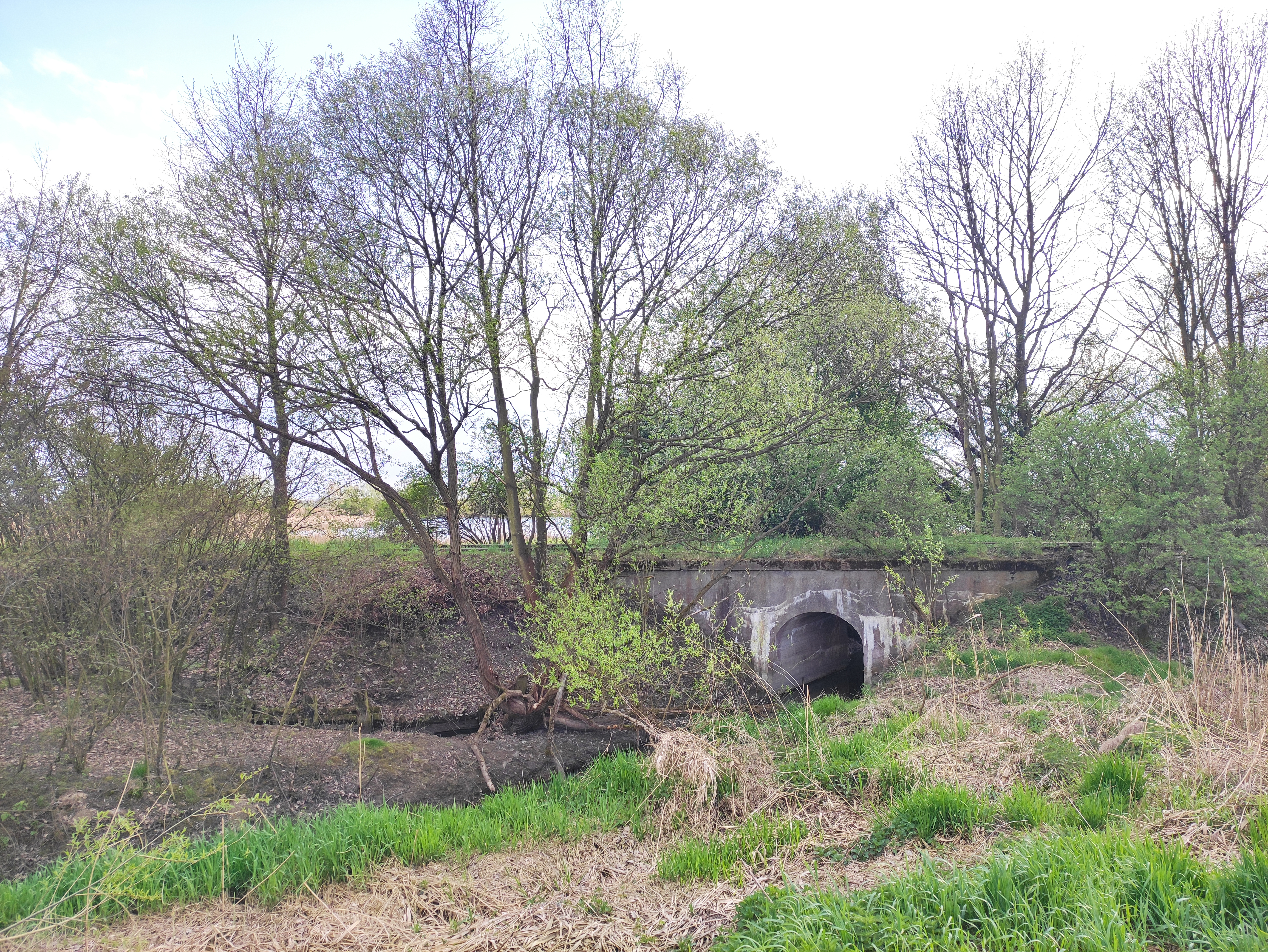
Propustek zaniklé železniční trati
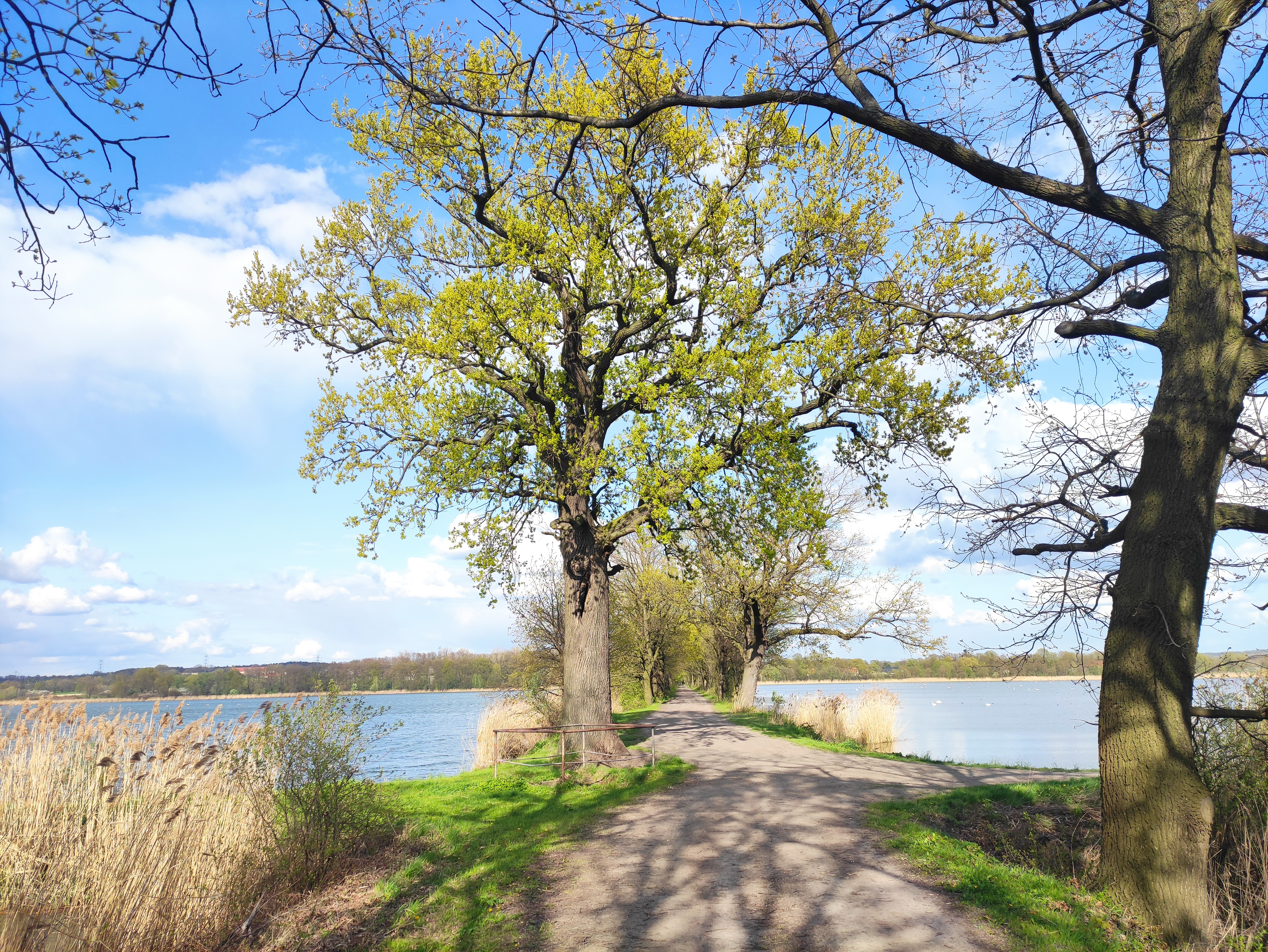
Hráze rybníků
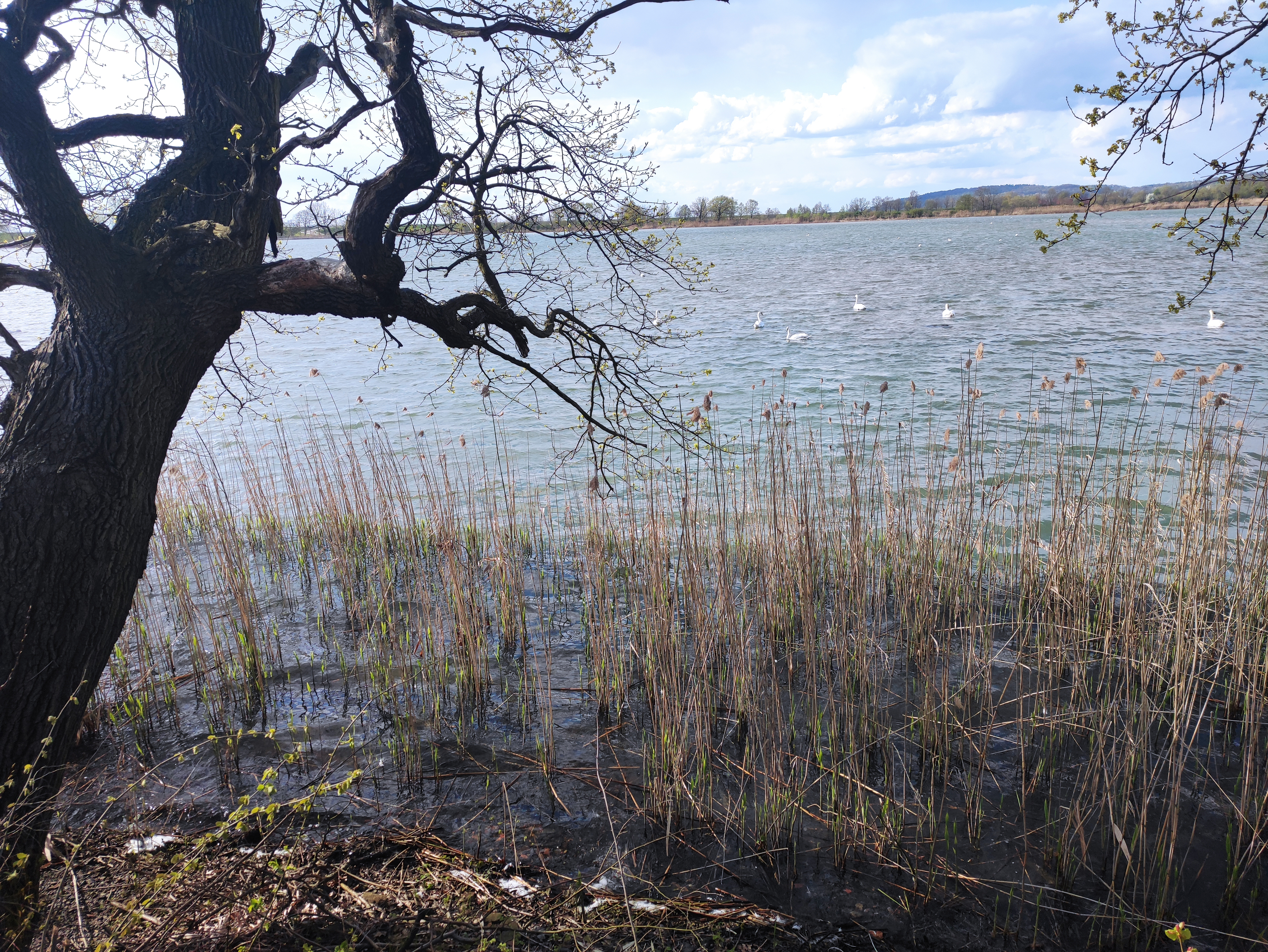
Ptactvo na rybníku
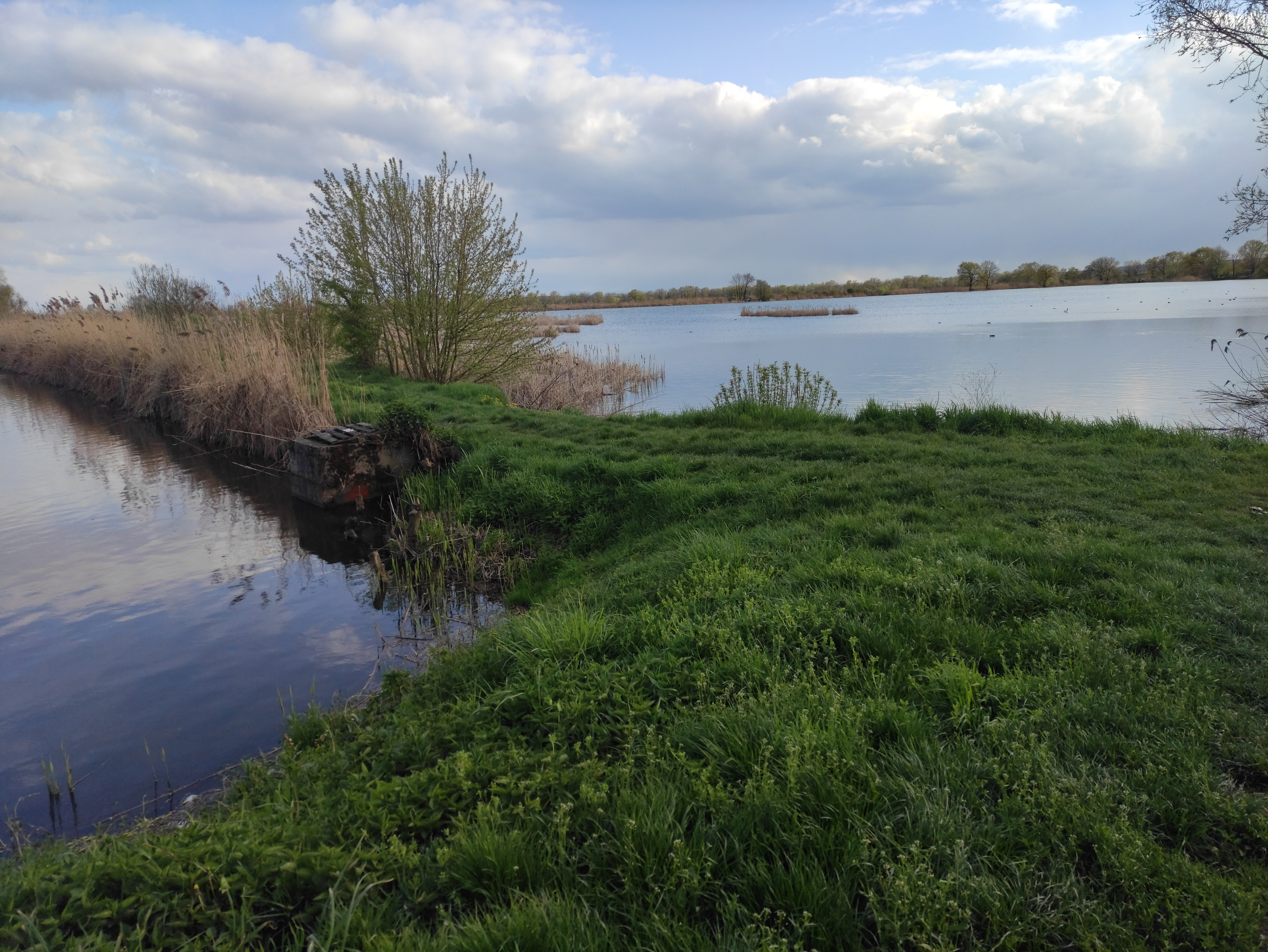
Hráze rybníků